# Kościół św. Olafa w Norrköping
Kościół św. Olafa w Norrköping (szw. Sankt Olai kyrka, Norrköping) – kościół parafialny ewangelicko-luterańskiego Kościoła Szwecji, położony na terenie parafii Norrköpings S:t Olofs församling, należącej do diecezji Linköping.
Obecnie istniejący kościół jest trzecim lub czwartym na tym samym miejscu. Został poświęcony w 1767 roku. Nazywany niekiedy Kościołem Koronacyjnym, ponieważ w 1800 roku byli w nim koronowani Gustaw IV Adolf i jego małżonka Fryderyka. Kościół nosi wezwanie św. Olafa, patrona Norrköping. Położony jest w centrum miasta, nieopodal Drottninggatan. Zbudowany został na wzór kościołów rzymskich, a jego fasada należy do najwspanialszych w Szwecji. Do kościoła należy również wolnostojąca, oddalona o około 70 m dzwonnica z 1750 roku, zwana Stadstornet (Wieża miejska), flankowana przez dwa budynki gospodarskie, zwane potocznie kaloszami.
Kościół św. Olafa ma status zabytku sakralnego według rozdz. 4 Kulturminneslagen (pol. Ustawa o ochronie zabytków) ponieważ został wzniesiony przed końcem 1939 roku (3 §). Jest wpisany pod numerem 21300000004323 do rejestru zabytków Bebyggelseregistret prowadzonego przez Riksantikvarieämbetet.

## Położenie
Kościół św Olafa wraz z utaczającym go dziedzińcem Olaiparken położony jest na terenie Starego Miasta w obrębie ulic Drottninggatan, Knäppingsborgsgatan, Olai Kyrkogata i Skolgatan. Plebania znajdowała się w kwartale Spiran przy Drottninggatan. Zbudowana w latach 50. XVIII wieku, została w 1822 roku zniszczona przez pożar, po czym została odbudowana. W 1960 roku rozebrano ją oraz związane z nią budynki gospodarcze. Od wschodu z kościołem sąsiaduje dawna szkoła podstawowa, S:t Olofsskolan, zbudowana w 1908 roku według projektu architekta Carla Bergstena. Na południe od kościoła leży Olaigården z 1879 roku, obecnie wykorzystywany dziedziniec parafialny. Pozostały teren wokół kościoła jest wypełniają głównie budynki mieszkalne i handlowe.
Kościół otacza trawnik porośnięty pojedynczymi dużymi drzewami liściastymi, takimi jak lipa, klon i dąb, a także licznymi krzewami różanymi. Trawnik jest ograniczony niskim, kamiennym murem. Główne wejście do kościoła znajduje się od strony zachodniej, przy Drottninggatan, w przejściu pod wolno stojącą dzwonnicą. Plac przed fasadą zachodnią kościoła wyłożony został drobną kostką brukową, natomiast pozostałe alejki wyasfaltowano. Duże części terenu wokół kościoła zostały ukształtowane według projektu architekta miejskiego Kurta von Schmalensee i planisty miejskiego Arne Strömdahla z 1954 roku.

## Historia

### Poprzednicy obecnego kościoła

#### Kościół średniowieczny
Niewiele wiadomo o istnieniu kościoła w okresie średniowiecza. Pewien zapisek z XVII wieku wspomina o istnieniu kościoła drewnianego, znajdującego się na południe od obecnego kościoła. Być może uległ on zniszczeniu w trakcie walk duńsko-szwedzkich toczonych w 1567 roku na terenie Östergötland. O istnieniu średniowiecznego kościoła kamiennego mogłyby świadczyć pozostałości ceglanej posadzki, odsłonięte podczas restauracji w 1998 roku. O kościele św. Olafa wspomina w swej bulli papież Lucjusz III, stwierdzając, iż podlega on klasztorowi w Askeby. Bulla ta uległa zniszczeniu podczas pożaru klasztoru w 1378 roku. Nową bullę o niemal tej samej treści wydał papież Bonifacy IX w roku 1400. Kościół św. Olafa został przypuszczalnie podarowany klasztorowi przez któregoś z XII-wiecznych możnowładców, być może przez króla Karola Sverkerssona.

#### Kościół gotycki
W 1614 roku rozpoczęto budowę kolejnego kościoła, który w 1626 roku został konsekrowany. W 1655 roku został on uszkodzony w wyniku pożaru, jaki ogarnął Norrköping. W 1660 roku rozpoczęto odbudowę kościoła; świadectwem tego wydarzenia jest tablica pamiątkowa, wmurowana w zachodni szczyt obecnego kościoła. Istniejąca przy tym szczycie dzwonnica została rozebrana i zastąpiona dzwonnicą wolno stojącą. Po raz kolejny kościół spłonął w 1719 roku, kiedy Norrköping najechały wojska rosyjskie. W pożarze przepadło w całości wyposażenie stałe kościoła, natomiast większość wyrobów ze srebra oraz szaty liturgiczne zdołała uratować Christina Spalding, wdowa po burmistrzu Carlu Johanssonie. Kościół odbudowano, a w czerwcu 1721 roku odprawiono w nim pierwsze nabożeństwo. Na rysunkach z 1761 widoczny jest trójnawowy kościół z transeptem i półokrągłym prezbiterium. Był to kościół gotycki o ostrołukowych oknach i schodkowych szczytach wieńczących transept. Ponieważ budynek był w złym stanie, postanowiono go rozebrać, a na jego fundamentach zbudować nowy kościół.

### Obecny kościół

#### XVIII wiek
Projekt nowego kościoła wykonał architekt Carl Johan Cronstedt. W kwietniu 1766 roku rozpoczęto wyburzanie starego kościoła, a 13 czerwca tego samego roku położono kamień węgielny pod budowę nowego. Pracom budowlanym towarzyszyły początkowo kłopoty związane ze skompletowaniem ekipy murarskiej; później, dzięki pośrednictwu Cronstedta kierownictwo robót objął mistrz budowlany Elias Kessler ze Sztokholmu. Sam Cronstedt zgodził się na pewne uproszczenia swego projektu, spowodowane względami ekonomicznymi.
20 grudnia 1767 roku biskup Linköping, Petrus Filenius dokonał poświęcenia kościoła. Była to budowla trzynawowa, w której nawa główna miała sklepienie kolebkowe, a nawy boczne sklepienie płaskie. Po stronie wschodniej uformowano półkolistą przestrzeń, w której umieszczony został ołtarz główny. W połowie korpusu kościoła, przy ścianach północnej i południowej zbudowano wejścia na empory umieszczone nad nawami bocznymi. Duże okna zapewniały bogate oświetlenie wnętrza. Pomimo poświęcenia trwały nadal prace wyposażeniowe. Najpierw wstawiono ławki i urządzono empory, częściowo z wykorzystaniem materiałów ze starego kościoła. Pierwszy ołtarz zaprojektował Erik Palmstedt, obraz do niego pod koniec XVIII wieku namalował Pehr Hörberg; on też zaprojektował ambonę. W 1775 roku na emporze zachodniej zamontowano organy.

#### XIX wiek

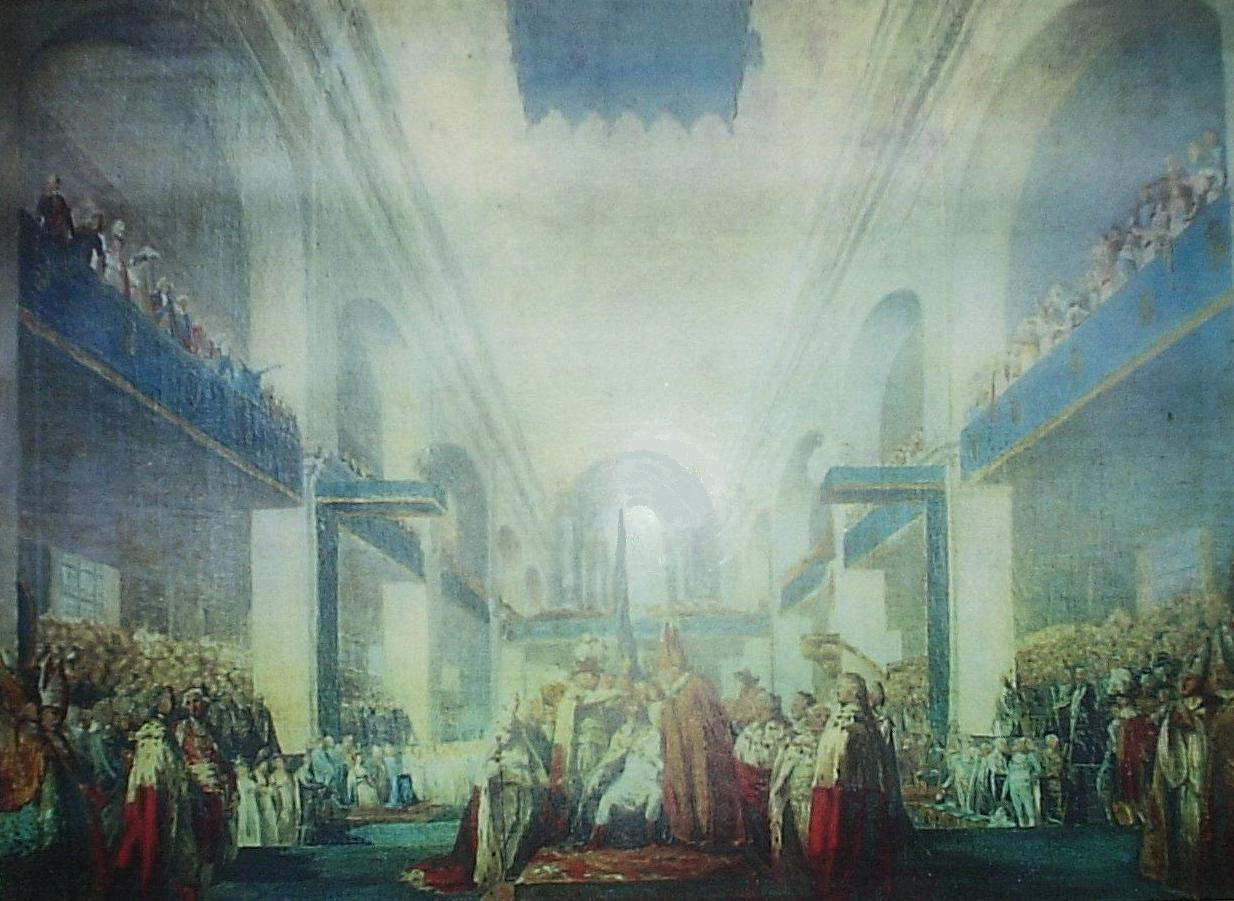
Koronacja Gustawa IV Adolfa i jego małżonki Fryderyki w 1800 roku

W związku z koronacją Gustawa IV Adolfa i jego małżonki Fryderyki 3 kwietnia 1800 roku powiększono empory. I połowa XVIII wieku upłynęła pod znakiem konserwacji świątyni i jej wystroju. W 1854 roku całkowicie przebudowano zakrystię. Pierwsza większa renowacja kościoła miała miejsce w roku 1870 i została przeprowadzona według planów ówczesnego architekta miejskiego Norrköping, Carla Theodora Malma. Usunięto wówczas lub przerobiono niemal całe wcześniejsze stałe wyposażenie kościoła. Zmiany ominęły jedynie ambonę i prospekt organowy. Z ołtarza głównego usunięto obraz, podwyższono posadzkę, zbudowano nowe ławki oraz przebudowano empory w nawach bocznych. W ostatniej dekadzie XIX wieku wznowiono renowacje, tym razem według planów architekta Agi Lindegrena. Wnętrze otrzymało wówczas bogatą dekoracje malarską i rzeźbiarską, inspirowana stylem barokowym, w oknach apsydy pojawiły się witraże. Malowidła wykonali Axel Jungstedt i Olle Hjortzberg, a roboty sztukatorskie Sven Scholander. W efekcie wystrój wnętrza należy do najstaranniej opracowanych i najbardziej kunsztownych wnętrz końca XIX wieku.

#### XX wiek
W latach 20. XX wieku odkryto, iż w więźbie dachowej zagnieździły się insekty. W połowie lat 40. sytuacja stała się alarmująca, ponieważ dach groził zawaleniem. W czerwcu 1945 roku kościół zamknięto.
W latach 1945–1949 przeprowadzono gruntowną restaurację świątyni. Pracami kierowali Erik Fant i Kurt von Schmalensee. Poważne uszkodzenia więźby dachowej wymusiły przebudowę dachu pociągając za sobą również restaurację wnętrza. W jej trakcie zdecydowano o przywróceniu wnętrzu jego prostoty, jaką odznaczało się ono w XVII wieku. W XVII-wiecznym stylu zbudowano nowe ławki, zlikwidowano empory w nawach bocznych pozostawiając jedynie małe empory w transepcie, wstawiono ponownie obraz ołtarzowy Hörberga i odsłonięto kamienie nagrobne dawnej posadzki. Szczyty transeptu odzyskały swój pierwotny wygląd. Ostatnia w XX wieku restauracja świątyni miała miejsce 1998 roku. Pracami kierował Lennart Arfwidsson. Skrócono wówczas blok ławek po stronie zachodniej, przebudowując go od strony prezbiterium. We wschodniej części nawy południowej urządzono kaplicę, ustawiono na stałe chrzcielnicę, urządzono pokój dla narzeczonych, a w zakrystii zbudowano specjalną szafę dla przechowywania cennych szat liturgicznych. Pomalowano ściany zewnętrzne, a dach pokryto blachą miedzianą.

## Architektura

### Wygląd zewnętrzny
Kościół św. Olafa zbudowany jest z cegły na planie krzyża łacińskiego; składa się z trzynawowego korpusu, jednonawowego transeptu, półkrągłego występu od wschodu i zakrystii od północy. Między zakrystią a północnym ramieniem transeptu znajduje się przybudówka. Kościół posiada wolnostojącą dzwonnicę zbudowaną z kamienia. fasady są pokryte gładkim tynkiem i pomalowane na żółto. Pilastry i dekoracje elewacji, zwłaszcza w bogato dekorowanym szczycie zachodnim są w kolorze brązowym. Cokół korpusu nawowego i transeptu wykonano z piaskowca, natomiast cokół zakrystii, zbudowanej w latach 1854–1855 i dobudówki z lat 1945–1949 – z granitu. Korpus świątyni pokryty został dachem dwuspadowym, skrzyżowanie naw, zakrystia i występ od strony wschodniej czterospadowym, zaś dobudówka z lat 1945–1949 jednospadowym. Kwaterowe okna naw bocznych, zamknięte łukiem półokrągłym, są oprawione w żeliwne ramy, wypełnione podczas renowacji 1945–1949 szkłem antycznym.

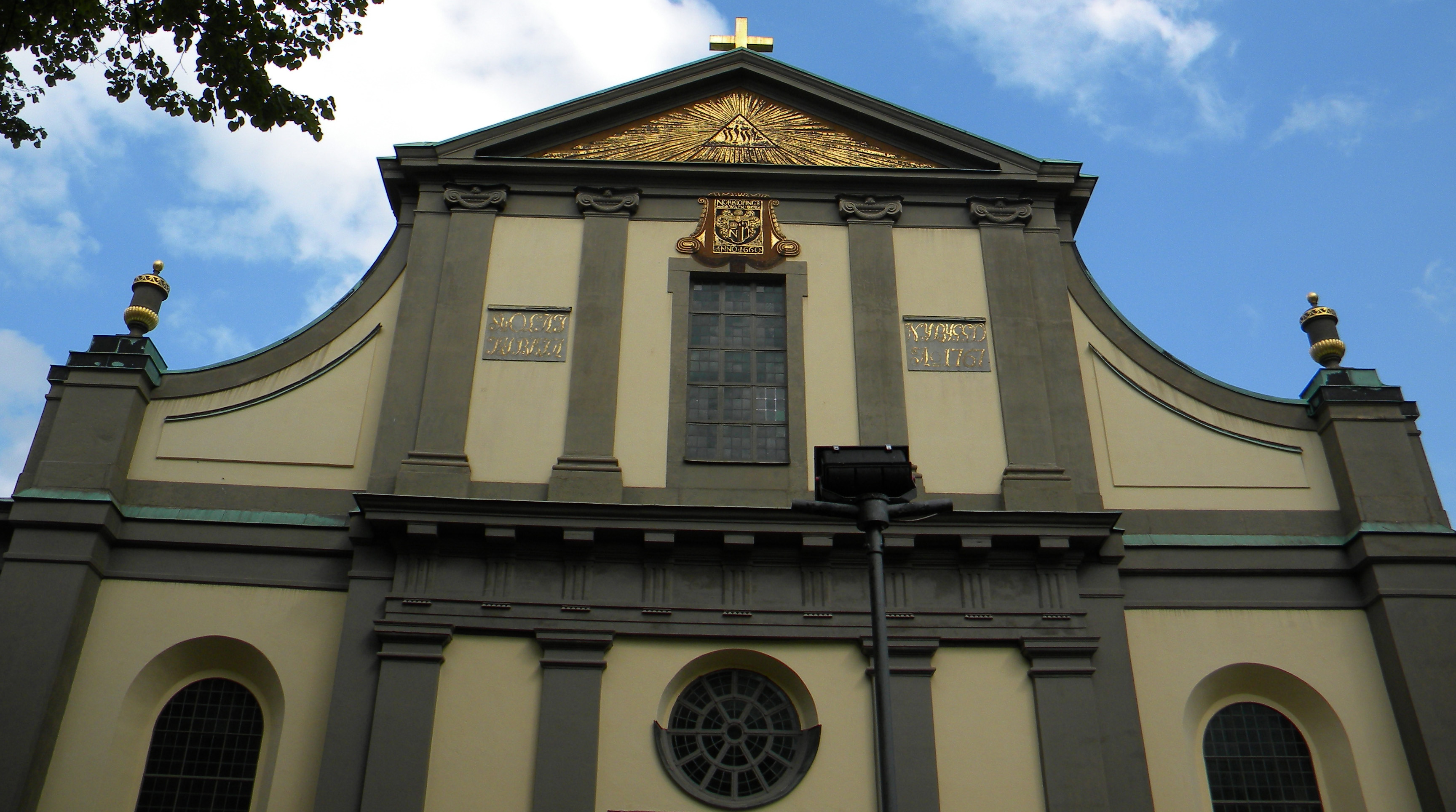
Tympanon szczytu fasady zachodniej. Po nim widoczny herb miasta

Po stronie wschodniej prezbiterium widoczna jest nisza powstała po zamurowanym oknie. Dwa otwory okienne fasady zachodniej wypełnione są oknami podobnymi w charakterze do tych z naw bocznych, natomiast okna zakrystii są drewniane. Portal w fasadzie zachodniej znajduje się w kwadratowej oprawie pomalowanej na brązowo. Drzwi pokrywają żelazne, nitowane płyty, również w kolorze brązowym. Zdobią je dekoracyjne reliefy o motywach roślinnych. Nad drzwiami umieszczono pozłacany napis GUDI ALLENA ÄRAN. Na szczycie znajdują się dwie dodatkowe tablice z inskrypcjami: St Olai KYRKIA (północna) i NYBYGGD AO 1767 (południowa). Pod tympanonem umieszczono herb miasta z napisem NORKIOPINGS WAPN ANNO 1660. Dwa dodatkowe wejścia do kościoła znajdują się po stronie północnej i południowej. Mają one podobną konstrukcję, jak wejście od strony zachodniej, z drzwiami pokrytymi blachą z rokokowymi ozdobami.

### Wnętrze

#### Korpus nawowy

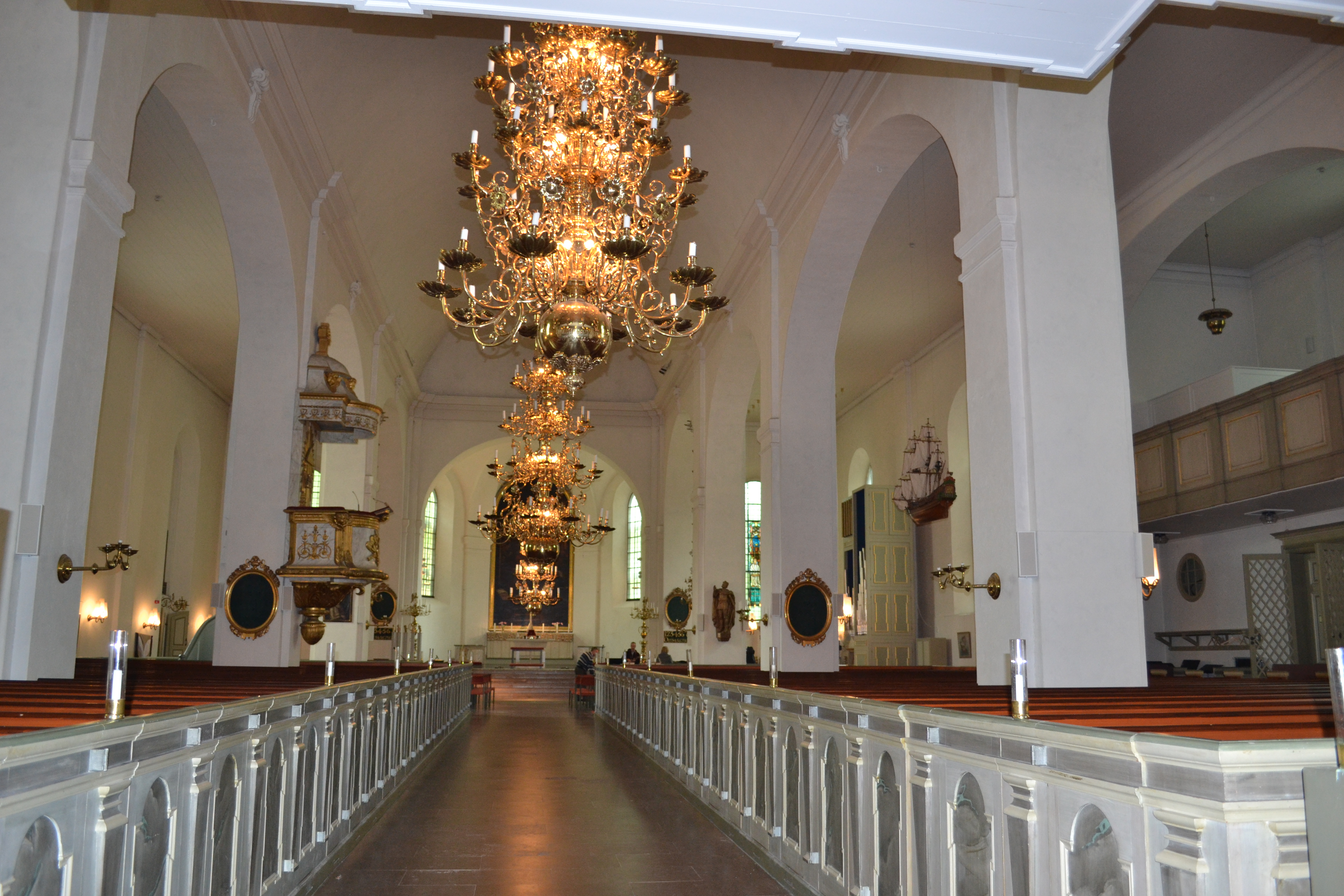
Wnętrze – widok w kierunku ołtarza głównego

Nawa środkowa oddzielona jest od naw bocznych czterema dużymi, łukowymi arkadami. Posadzka w czasie renowacji z lat 1945–1949 została wyłożona polerowanymi płytami wapiennymi. Jednocześnie obniżono ją o 40 cm, co doprowadziło do różnicy poziomów w stosunku do sąsiednich pomieszczeń i uwidocznienia linii kamiennego cokołu wzdłuż ścian zewnętrznych. Ściany i filary pomiędzy nawą główną a nawami bocznymi zostały pobielone. Nawa główna ma sklepienie kolebkowe, otynkowane na biało, wykończone nad łukami arkad profilowanym gzymsem i sztukaterią. Nawy boczne, niższe od głównej, zostały przekryte płaskimi stropami z białych, polerowanych paneli. W otworach okiennych znajdują się podwójne okna z metalowymi ramami. Ławki kościelne zostały zgrupowane w czterech zamkniętych obudowach. W obu ramionach transeptu pozostawiono same obudowy, osuwając z nich ławki w czasie renowacji z 1898 roku. Podłoga pod nimi została wykonana z wąskich, pomalowanych na brązowo desek. Przy drugim filarze od wschodu znajduje się ambona z daszkiem akustycznym. Od strony północnej prowadzą na nią kręcone schody, zbudowane podczas renowacji w latach 1893–1898. W zachodniej części korpusu nawowego znajduje się kawiarnia i punkt informacyjny. Podczas renowacji z drugiej połowy lat 40. na emporze organowej oraz na emporach bocznych w transepcie zamontowano nowe balustrady. Empora organowa dzieli się na trzy części; w środkowej znajdują się organy, w północnej dmuchawa elektryczna i inne urządzenia, a w południowej – pomieszczenie dla chóru.

#### Transept

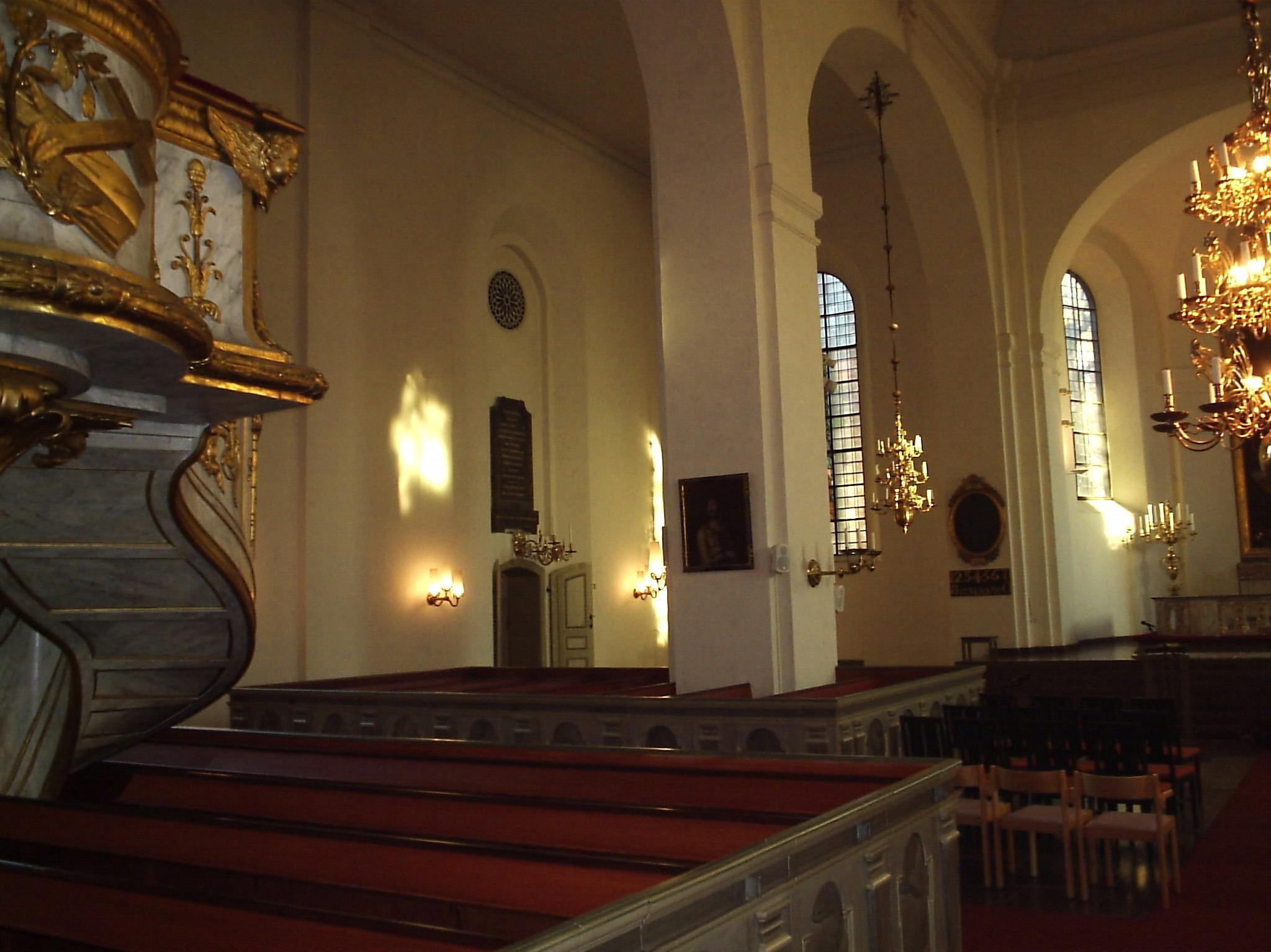
Widok spod ambony w kierunku zakrystii. Na dalszym planie północne ramię transeptu z widocznym blokiem ławkowym (same ławki usunięto podczas renowacji z końca XIX wieku)

Południowe ramię transeptu oddzielone jest od korpusu nawowego obudowanym blokiem ławek kościelnych, choć same ławki zostały usunięte. Podwójne drzwi o tej samej konstrukcji, co drzwi zachodnie prowadzą do południowego pomieszczenia, zwanego vapenhus pełniącego funkcję przedsionka. Poziom posadzki jest tu o 40 cm wyższy niż posadzki w nawie; posadzka jest wyłożona starymi płytami wapiennymi, prowadzące na nią schody również wykonano z wapienia. Ściany są otynkowane i pomalowane w przełamanej bieli. Po stronie zachodniej znajduje się wmurowana płyta kamienna z lat 20. XVII wieku. Płaski sufit z desek jest pomalowany na biało. Drzwi zewnętrzne są zbudowane z desek pomalowanych w szarej zieleni. Vapenhus ma troje drzwi płycinowych, również pomalowanych w szarej zieleni; dwoje z nich prowadzi na emporę, a trzecie do pomieszczenia magazynowego, znajdującego się pod schodami. Kręcone schody prowadzące na emporę zbudowane zostały z wapienia, natomiast podłoga empory – z wąskich, ułożonych schodkowo desek pomalowanych na brązowo. Ławki są otwarte, z prostymi bokami i pomalowane w tym samym kolorze, co ławki w nawach. Północne ramię transeptu przypomina pod względem ukształtowania i wyglądu południowe. Znajdujące się tu niegdyś schody zostały usunięte, a pomieszczenie po nich wykorzystano dla potrzeb centralnego ogrzewania.

#### Prezbiterium
Prezbiterium, przedłużone w kierunku zachodnim, składa się z części nawy oraz apsydy po stronie wschodniej. Położone jest o sześć stopni schodów wyżej niż nawa. Jego posadzka jest wyłożona polerowanymi płytami wapiennymi; w części zachodniej znajdują się starsze płyty nagrobne. W apsydzie, nakrytej sklepieniem kopułowym znajduje się ołtarz otoczony prostokątną balustradą oraz chrzcielnica.

#### Vapenhus
Vapenhus znajduje się po zachodniej stronie kościoła, częściowo pod emporą organową i pełni funkcję przedsionka. Jego posadzka jest wyłożona starymi płytami z wapienia. Ściany są otynkowane i pomalowane w tonacji białożółtej. Strop w części zachodniej jest sklepiony kolebkowo.

#### Zakrystia
Zakrystia znajduje się po stronie północnej kościoła i składa się z trzech pokoi z przedpokojem, dużego pokoju od północy, pełniącego funkcję zakrystii i przechowalni szat liturgicznych oraz z mniejszego pokoju od wschodu, wykorzystywanego jako poczekalnia lub miejsce modlitw. Ściany i sufity pomieszczeń są otynkowane.

### Wystrój wnętrza

#### Wyposażenie nieruchome

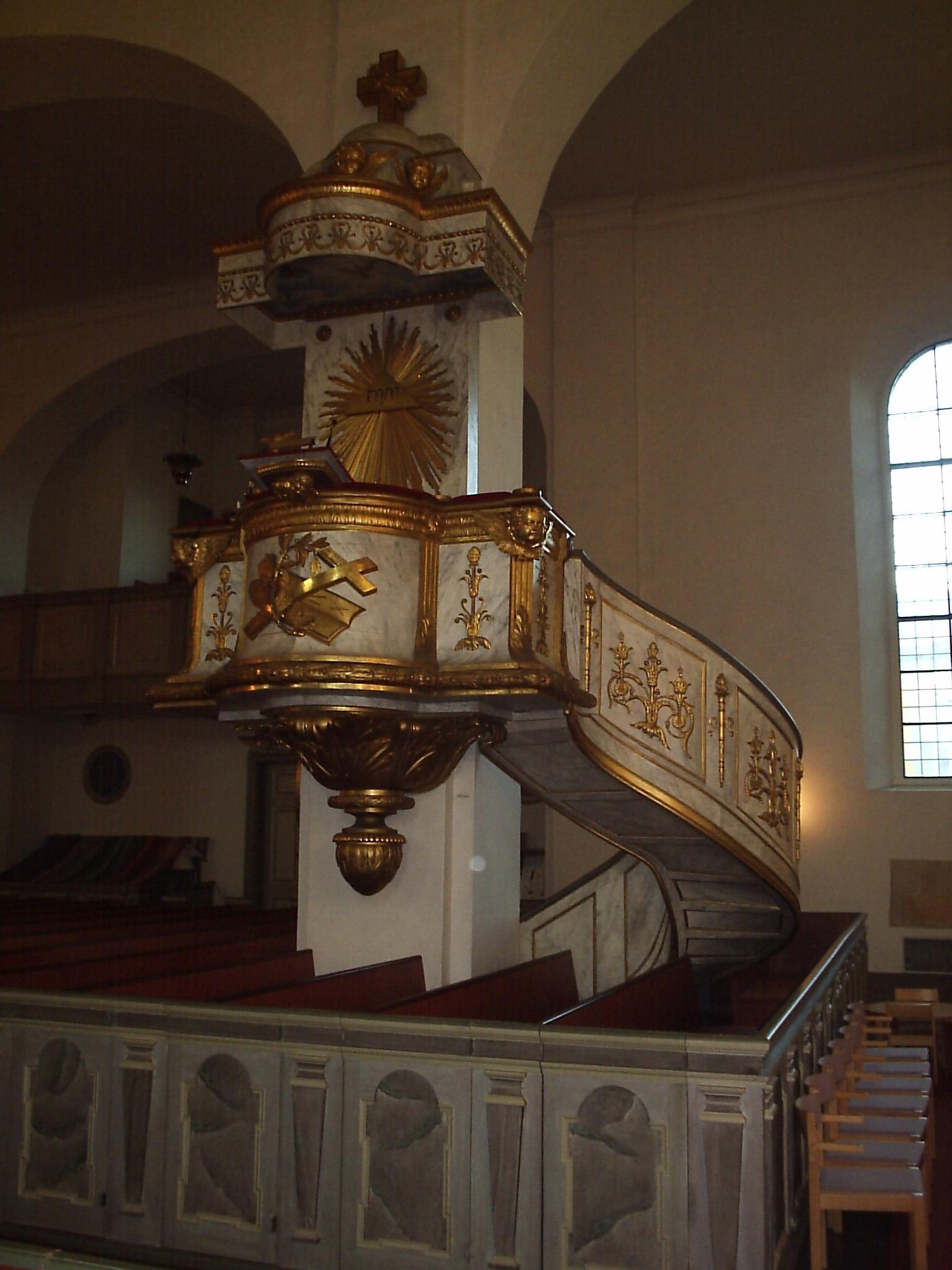
Ambona Beurlinga z 1798 roku

Ołtarz został wykonany z drewna, z podziałami płycinowymi i pomalowany techniką marmurkową na szaro, z dodatkiem złoconych ornamentów. Zarówno ołtarz jak i otaczająca go prostokątna balustrada powstały w czasie renowacji z lat 1945–1949. Znajdujący się obecnie w ołtarzu obraz, przedstawiający Ostatnią Wieczerzę namalował w 1798 roku Pehr Hörberg, zaś pierwsze ozdoby ołtarzowe wykonał Erik Palmstedt. Stojący na ołtarzu krucyfiks, podarowany kościołowi w 1950 roku, wykonał ze srebra i kryształu górskiego Wiven Nilsson według projektu Kurta von Schmalensee. W nowej kaplicy w nawie południowej umieszczono krucyfiks odlany z mosiądzu w Gusum; stanowi on część ozdób ołtarzowych, która pojawiła się w związku z restauracją z lat 90. XIX wieku. W pobliżu ołtarza głównego znajduje się potężny kandelabr. Witraż w oknie wschodnim, przedstawiający chrzest Chrystusa wykonany został w 1961 roku według projektu Lennarta Lindquista. Według jego projektu wykonano też witraż we wschodnim oknie nawy północnej, przedstawiający pokłon pasterzy. Ambonę według projektu architekta Jakoba Wulffa wyrzeźbił w 1798 roku Carl Fredrik Beuring z Norrköping. Należąca do ambony klepsydra z roku 1768 powróciła na swoje miejsce podczas ostatniej restauracji. We wschodniej części nawy głównej znajduje się mosiężna chrzcielnica z pokrywą, pokryta płaskorzeźbami. Została ona wykonana w Norrköping i podarowana w 1723 roku kościołowi przez Britę Johansdotter, wdowę po rajcy Johanie Nilssonie. Naczynie chrzcielne zostało wykonane ze srebra w 1638 roku i przerobione w 1735 przez jubilera z Norrköping, Johana Petterssona Berga. Inne naczynie chrzcielne, również srebrne, wykonał w 1813 roku w Sztokholmie Nils Limnelius. Na pierwszym filarze południowej arkady znajduje się rzeźba z brązu przedstawiająca patrona kościoła i miasta, św. Olafa, dzieło Johna Lundqvista z 1951 roku.

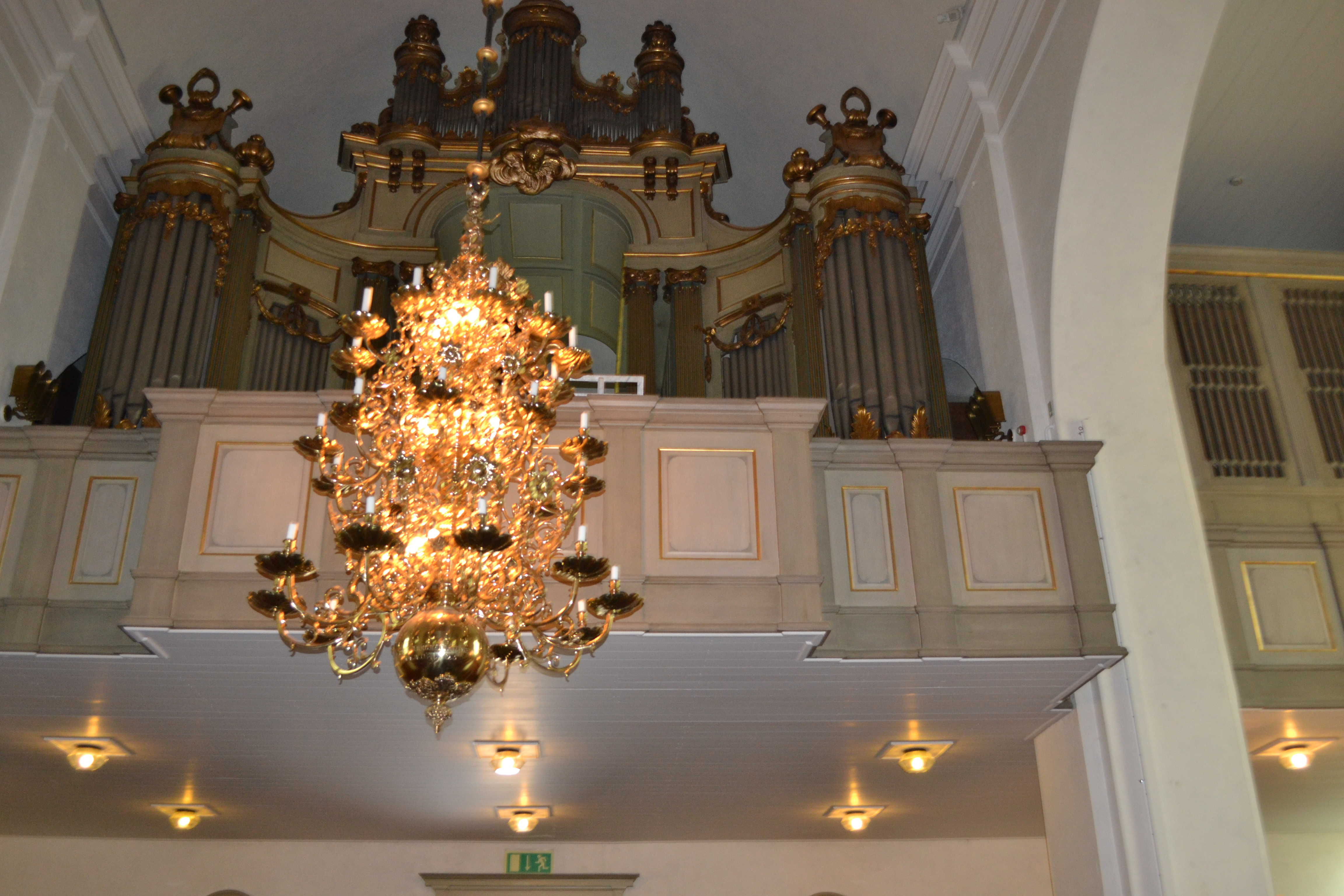
Prospekt organowy Erika Palmstedta z 1775 roku

Organy na emporze zachodniej mają prospekt w stylu gustawiańskim, zbudowany w 1775 roku według projektu Erika Palmstedta, należący do najbardziej okazałych w Szwecji. Został on zachowany w pierwotnym stanie. Natomiast same organy, zbudowane przez organmistrza Olofa Schwana, były kilkakrotnie przebudowywane, po raz ostatni w 1919 przez firmę Åkerman & Lund Orgelbyggeri. Ta sama firma dokonała w 1950 roku renowacji instrumentu. Organy mają obecnie 58 głosów podzielonych na 3 manuały i pedał. 22-głosowe organy w prezbiterium zostały zbudowane w 1976 roku przez zakład Fredriksborgs orgelbyggeri z Hillerød.
Ławki w kościele pochodzą z czasów restauracji wnętrza z lat 40. i odzwierciedlają częściowo pierwotne wyposażenie. Efektem tej samej restauracji są również niewielkie empory w transepcie.

#### Naczynia liturgiczne
Do naszych czasów zachowało się wiele naczyń liturgicznych i elementów wyposażenia, będących świadectwem kunsztu jubilerów z Norrköping. Należą do nich kielich mszalny z pateną, wykonane przez Lorenza Walla i podarowane kościołowi w wigilię Bożego Narodzenia 1696 roku przez armatorów okrętu Prins Carl. W skład wyposażenia liturgicznego wchodzi również kilka cyboriów z lat 1654, 1717 i 1817–1826. Dwie ampułki na wino wykonał w 1805 roku A. Isleben.

#### Sprzęt oświetleniowy
Wolter Siewers wykonał cztery okazale, srebrne kandelabry, przekazane kościołowi w wigilię Bożego Narodzenia 1697 roku. Najbardziej okazały jest jednak kandelabr na 9 świec, wykonany przez Arnolda von der Hagena i podarowany kościołowi w 1698 roku przez spadkobierców kupca Abela Beckera. Najstarsze wiszące w kościele żyrandole pochodzą z XVIII wieku. Spośród nich na uwagę zasługuje żyrandol na około 40 świec, zakupiony w 1740 roku przez ludwisarza z Norrköping, Magnusa Hultmana. Żyrandol ten należy do największych i najbardziej okazałych, jakie wyprodukowano w Szwecji. Innym, zwracającym uwagę jest wiszący w prowadzącym do zakrystii korytarzu bogato opracowany żyrandol, podarowany kościołowi w 1721 roku przez ludwisarza Eliasa Arenhardta i prawdopodobnie przez niego wykonany.

#### Szaty liturgiczne
Do naszych czasów przetrwała duża część szat liturgicznych. Najstarsza z nich pochodzi z początku XVI wieku – jest to kapa produkcji angielskiej, wykonana z czerwonego aksamitu, haftowana jedwabnymi i metalowymi nitkami, podarowana kościołowi w 1630 roku przez biskupa Linköping Johannesa Botvidi, który przywiózł ją z Prus jako zdobycz wojenną. Zdobyczą wojenną jest też przypuszczalnie inna kapa, wykonana z hiszpańskiego brokatu, z haftem polskiego pochodzenia, przedstawiającym między innymi koronację Najświętszej Marii Panny. Kapę tę podarowali kościołowi generał Jacob Burensköld i jego żona Elsa Appelgren; do daru dołączyli oni również okazały, haftowany zlotem ornat z 1704 roku. Wiele dawnych szat liturgicznych uratowała z pożaru kościoła w 1719 roku Christina Spalding, wdowa po burmistrzu Carlu Johanssonie. Najnowsze ornaty, wykonane z jedwabiu we wszystkich kolorach liturgicznych, powstały w XX wieku. Są wśród nich dwa ornaty czerwone z 1926 roku, dwa białe (z tego samego roku), dwa fioletowe z 1941 i dwa zielone z 1942 roku.

#### Obrazy, epitafia, kamienie nagrobne
Wyposażenie kościoła dopełnia kilka obrazów, epitafium oraz kamienie nagrobne. Z obrazów wymienić należy „Ostatnia wieczerze”, pochodzącą z 1732 roku, jeszcze z poprzedniego kościoła, wiszącą w nowej kaplicy w nawie południowej, „Ecce homo”, pędzla Johana Davida Schwartza z 1716 roku oraz kilka portretów przedstawiających duchownych, w tym Johannesa Petriego Lothigiusa z XVII wieku. Wiszące w przejściu do zakrystii epitafium poświęcone zostało Jakobowi Hidénowi, lekarzowi miejskiemu (zmarłemu w 1769 roku). Dużą ilość cennych kamieni nagrobnych z XVII i XVIII wieku odsłonięto podczas restauracji kościoła z lat 40.

## Stadstornet

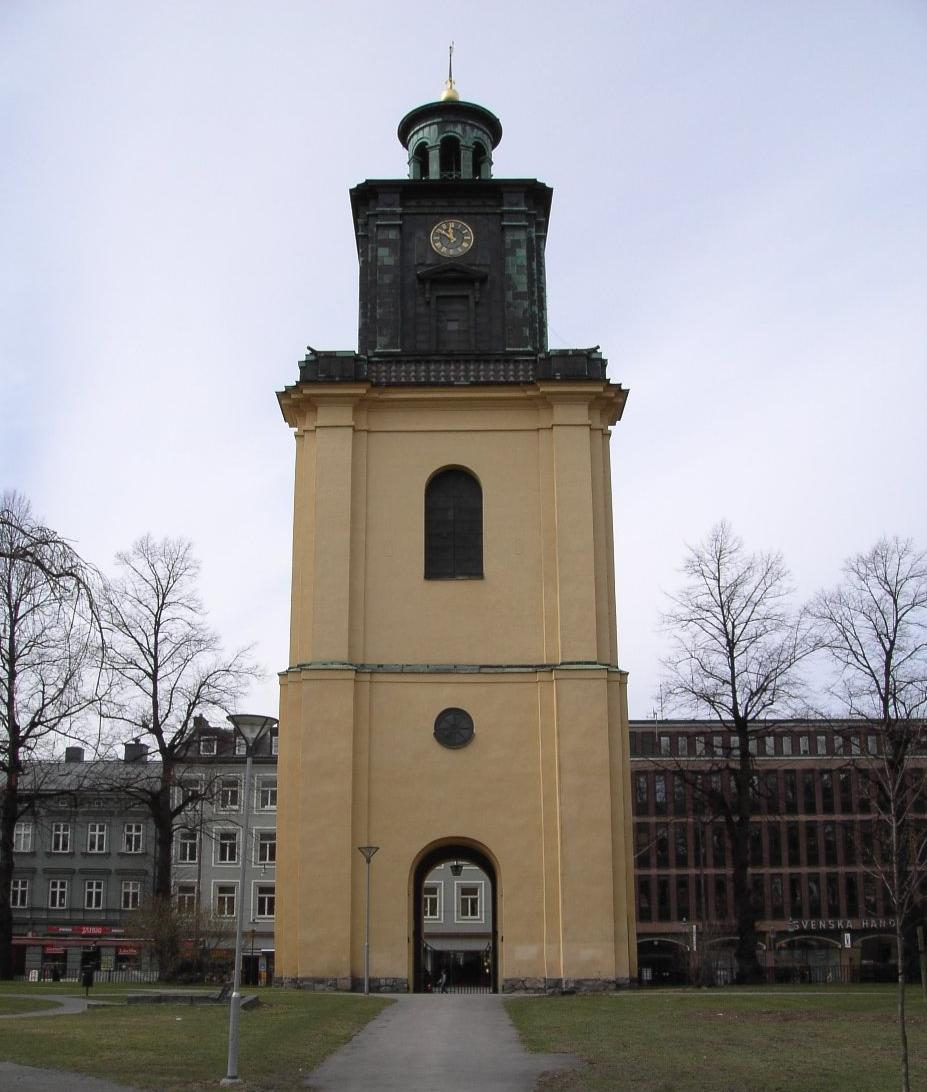
Stadstornet, widok w kierunku Drottninggatan

Kościół stoi na terenie, na którym w przeszłości znajdował się cmentarz, zamknięty na początku XIX wieku. Kiedy wieża poprzedniego kościoła uległa zniszczeniu w pożarze z 1655 roku, na przykościelnym cmentarzu wybudowano nową dzwonnicę, która przypuszczalnie uniknęła zniszczeń podczas inwazji wojsk rosyjskich na Norrköping w 1719 roku. Jej stan techniczny jednak z czasem pogorszył się na tyle, że w latach 30. XVIII wieku zaczęto planować wybudowanie nowej dzwonnicy. Miała ona powstać w innym miejscu, ponieważ grunt, na którym stał kościół, był zbyt grząski. Ostatecznie zapadła decyzja o wybudowaniu wieży po zachodniej stronie cmentarza, przy Drottninggatan, głównej wówczas (i obecnie) ulicy miasta. Po obu stronach wieży zbudowano dwa budynki gospodarcze, przeznaczone między innymi na składowanie sprzętu gaśniczego. Budowa zakończyła się w 1750 roku. Przed wieżą, od strony Drottninggatan zbudowano portal, udekorowany marmurem z Kolmården. Projekt portalu wykonał prawdopodobnie architekt Carl Hårleman. Na południowej elewacji wieży umieszczono zegar słoneczny, ufundowany przez Erika Lundgrena, kupca, który sprawował nadzór nad budową wieży, a w przejściu pod nią zarządził zbudowanie dla siebie grobowca rodzinnego, nie zachowanego do naszych czasów. W 1794 roku zbudowano z drewna górną kondygnację, wieńczącą wieżę. Konstrukcję zaprojektował Jacob Wulff. Kiedy wieża uległa uszkodzeniu w wyniku pożaru, który 18 czerwca 1822 roku strawił część miasta, w 1825 roku zbudowano nową, zachowaną do dziś nadbudówkę według projektu architekta miejskiego Johana Erika Hammarlinga, poprawionego przez Carla Gustafa Bloma Carlssona ze Sztokholmu. W wieży, noszącej dziś nazwę Stadstornet (Wieża Miejska) zawieszono trzy dzwony odlane w latach 1822–1825 w Norrköping przez Larsa Öhmana.

### Architektura wieży
Wieża ma 45 m wysokości. Została zbudowana z cegły i szarego granitu na planie kwadratu. Cokół wykonano z granitowych bloków. Elewacje budowli pokrywa gładki tynk w kolorze żółtym. Nadbudówka – okrągła latarnia, została pokryta blachą miedzianą. Na wieży znajduje się zegar, którego szklane tarcze zamontowano na wszystkich czterech elewacjach. Wieżę wieńczy wiatrowskaz z cyfrą oznaczającą rok 1825. Na elewacji południowej znajduje się wmurowany zegar słoneczny. W każdej elewacji są okrągłe otwory okienne z drewnianymi, pomalowanymi na zielono oknami. Od strony Drottninggatan znajduje się rzeźbiony portal z zielonego marmuru, zbudowany w 1948 roku, w miejsce pierwotnego z 1746 roku. Za portalem jest kolebkowo sklepiony pasaż, prowadzący na przykościelny dziedziniec. Wejście do wieży, z czarnymi, stalowymi drzwiami, zlokalizowano od strony północnej. Murowane schody prowadzą na pierwsze piętro. Podłoga piętra jest drewniana, a ściany otynkowane na biało. We wszystkich ścianach są okrągłe okna. Drewniane schody prowadzą na drugie piętro, gdzie znajdują się trzy dzwony. Po obu stronach wieży znajdują się budynki, zbudowane na planie prostokąta i otynkowane, podobnie jak ona, na żółto. Wieża od dawna uważana jest za swego rodzaju symbol miasta. Wraz z flankującymi ja budynkami i kościołem tworzy ona unikalny zespół architektoniczny.